# چندلر پارسونز
چندلر پارسونز (انگلیسی: Chandler Parsons؛ زادهٔ ۲۵ اکتبر ۱۹۸۸) یک بازیکن بسکتبال اهل ایالات متحده آمریکا است. از باشگاه‌هایی که در آن بازی کرده‌است می‌توان به هیوستون راکتس اشاره کرد. وی هم‌اکنون عضو تیم دالاس ماوریکس است.